# 云木香属
云木香属（学名：Aucklandia）是菊科下的一个属，为多年生、高大草本植物。该属仅有云木香（Aucklandia lappa）一种，原产自印度。